# TOI-1268
TOI-1268 — одиночная звезда в созвездии Большой Медведицы на расстоянии приблизительно 358 световых лет (около 110 парсек) от Солнца. Видимая звёздная величина звезды — +10,92m. Возраст звезды оценивается как около 3,6 млрд лет.
Вокруг звезды обращается, как минимум, одна планета.

## Характеристики
TOI-1268 — оранжевый карлик спектрального класса K1V. Масса — около 0,96 солнечной, радиус — около 0,92 солнечного, светимость — около 0,515 солнечной. Эффективная температура — около 5300 К.

## Планетная система
В 2022 году группой астрономов проекта TESS у звезды обнаружена планета TOI-1268 b.